# Nonadecan
Nonadecanul este un alcan superior cu formula brută C19H40 și cu formula de structură CH3(CH2)17CH3. Se găsește în stare solidă și cristalizată, și are 148 284 de izomeri de structură posibili.